# Ле-Монастер
Ле-Монасте́р (фр. Le Monastère, окс. Lo Monestire) — коммуна во Франции, находится в регионе Окситания. Департамент — Аверон. Входит в состав кантона Восточный Родез. Округ коммуны — Родез.
Код INSEE коммуны — 12146.
Коммуна расположена приблизительно в 510 км к югу от Парижа, в 125 км северо-восточнее Тулузы, в 1 км к юго-востоку от Родеза.

## Население
Население коммуны на 2008 год составляло 2100 человек.
| 1962 | 1968 | 1975 | 1982 | 1990 | 1999 | 2008 |
| ---- | ---- | ---- | ---- | ---- | ---- | ---- |
| 909  | 937  | 1201 | 1256 | 1579 | 1809 | 2100 |

## Администрация
| Период | Период | Фамилия       | Партия | Примечания |
| ------ | ------ | ------------- | ------ | ---------- |
| 1965   | 1977   | Андре Арналь  |        |            |
| 1977   | 1995   | Жак Монрозье  |        |            |
| 1995   | 2001   | Патрик Бастид |        |            |
| 2001   |        | Мишель Ганту  |        |            |

## Экономика
В 2007 году среди 1392 человек в трудоспособном возрасте (15—64 лет) 1088 были экономически активными, 304 — неактивными (показатель активности — 78,2 %, в 1999 году было 76,9 %). Из 1088 активных работали 1053 человека (541 мужчина и 512 женщин), безработных было 35 (9 мужчин и 26 женщин). Среди 304 неактивных 132 человека были учениками или студентами, 115 — пенсионерами, 57 были неактивными по другим причинам.

## Фотогалерея
- Замок Комбель
- Мост через реку Аверон
- Карта коммуны